# Ypsolopha nigrofasciata
Ypsolopha nigrofasciata là một loài bướm đêm thuộc họ Ypsolophidae. Nó được tìm thấy ở Trung Quốc.